# Petigars Prat Carrabin

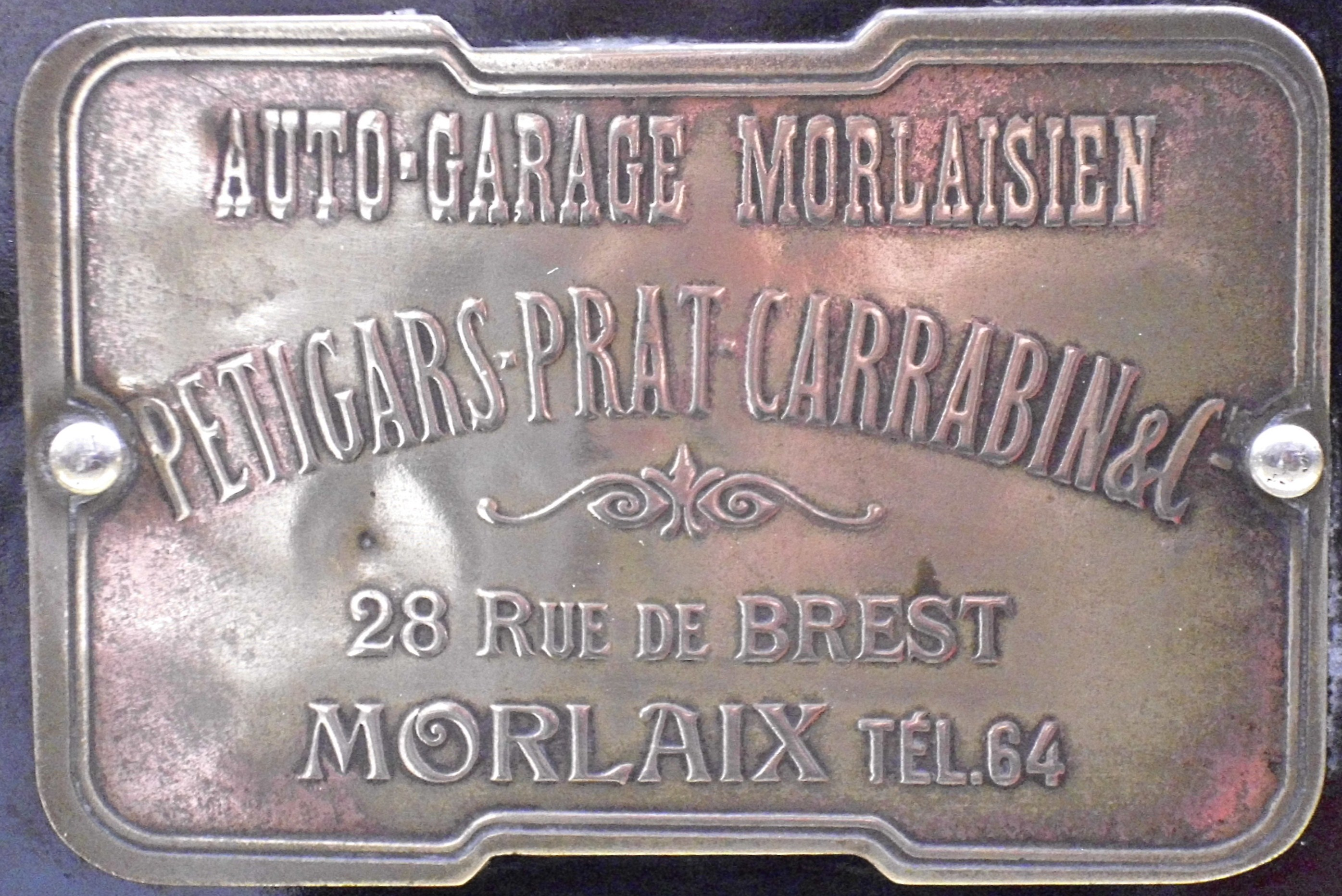
Typenschild

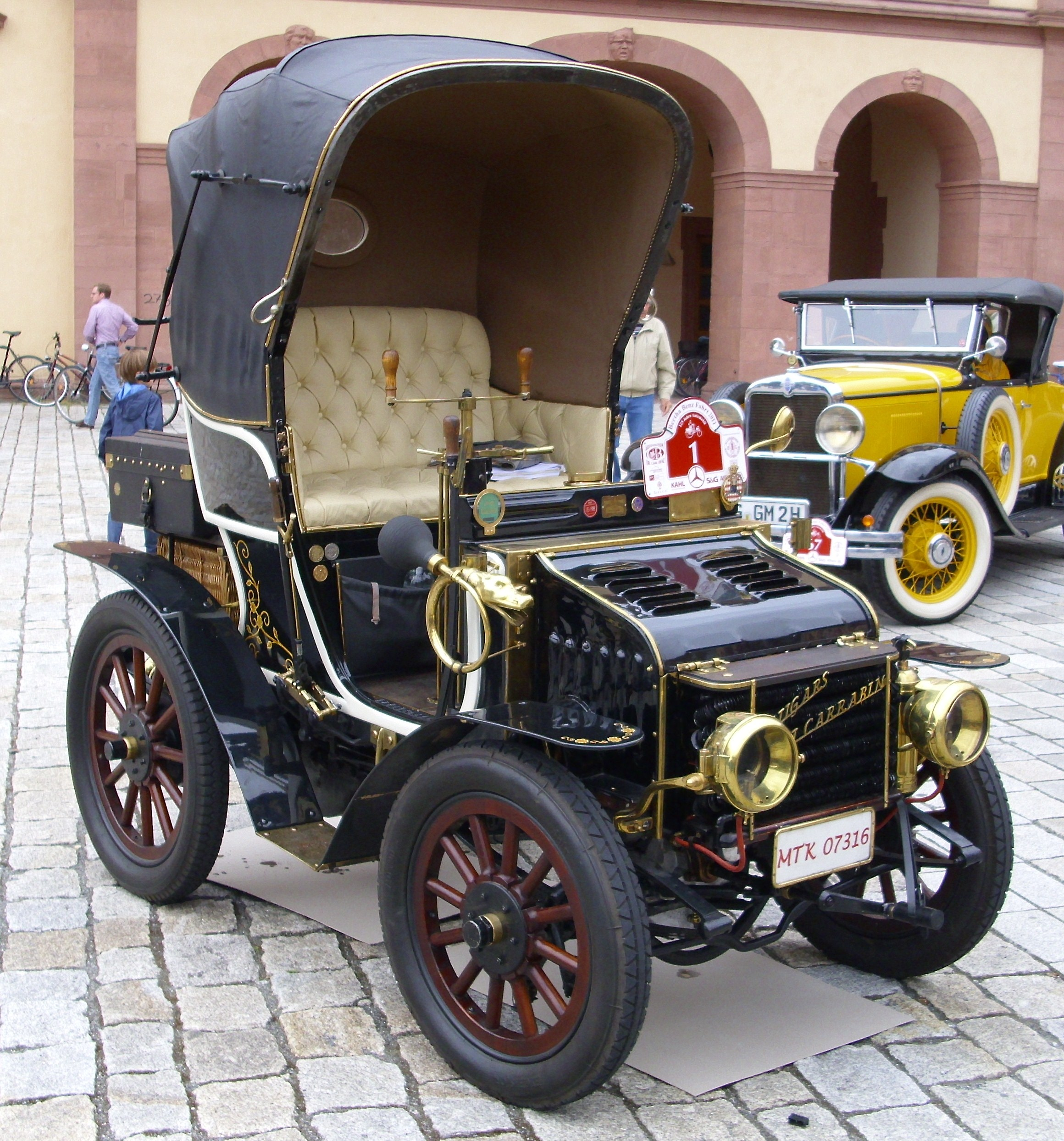
Petigars Prat Carrabin von 1898

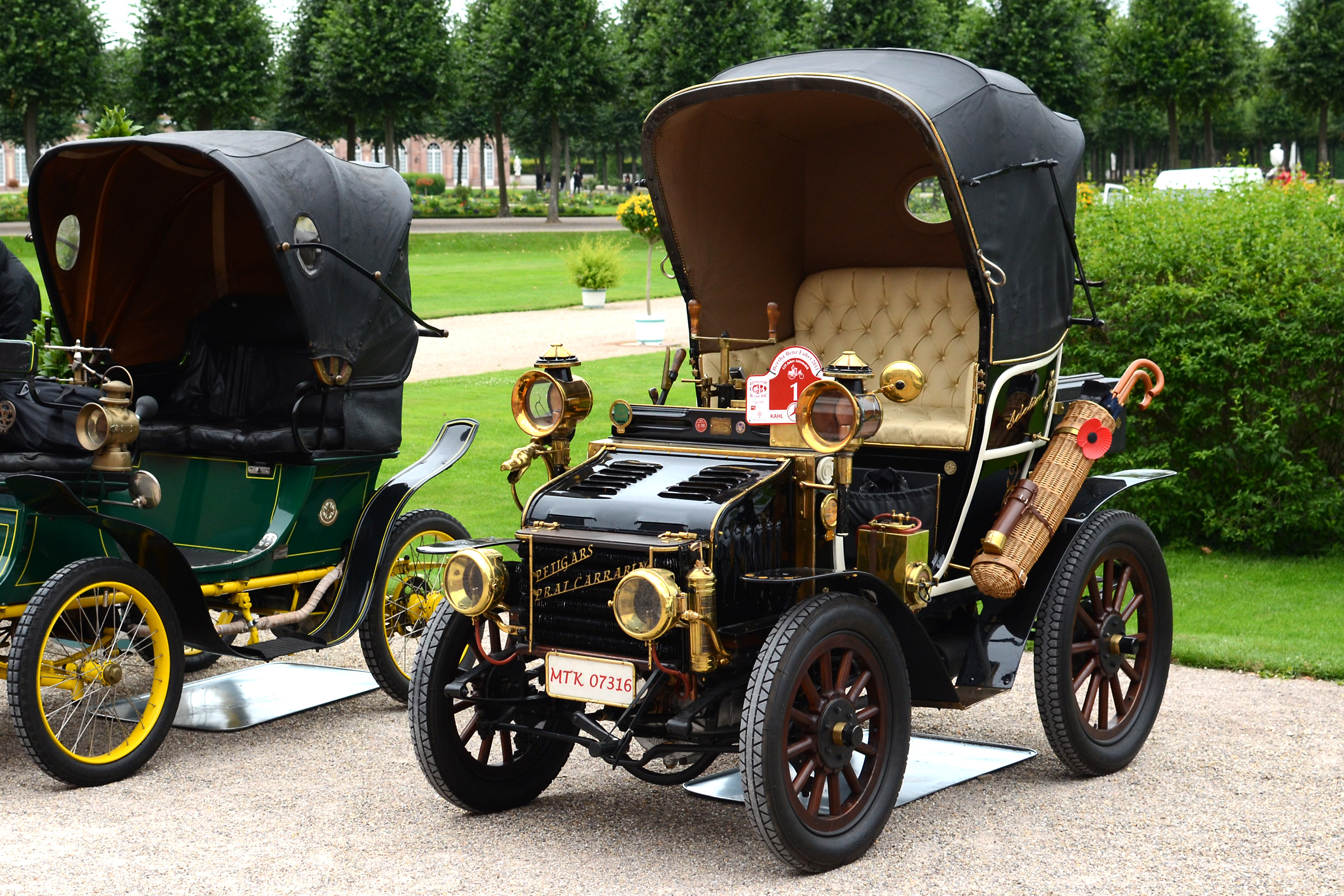
Petigars Prat Carrabin von 1898

Petigars Prat Carrabin et Cie, gelegentlich auch falsch Petitgars Prat Carrabin bezeichnet, war ein französischer Hersteller von Automobilen.

## Unternehmensgeschichte
Das Unternehmen aus der Rue de Brest 28 in Morlaix begann 1898 mit der Produktion von Automobilen. Der Markenname lautete Petigars Prat Carrabin. 1900 endete die Produktion.

## Fahrzeuge
Das Unternehmen stellte Kleinwagen her. Für den Antrieb sorgte ein wassergekühlter Einzylindermotor mit 900 cm³ Hubraum und 8 PS Leistung. Der Motor war vorne im Fahrzeug montiert und trieb die Hinterachse an. Die offene Karosserie bot Platz für zwei Personen. Das Leergewicht betrug 420 kg. Die Höchstgeschwindigkeit war mit 30 km/h angegeben.
Ein Fahrzeug dieser Marke ist erhalten geblieben. Es wurde 2009 bei der Oldtimer-Gala in Schwetzingen ausgestellt, 2009 bei der Herkomer-Konkurrenz gemeldet, 2011 bei der Bertha-Benz-Fahrt sowie bereits mehrfach beim London to Brighton Veteran Car Run eingesetzt.